# Soejima Takashi
Takashi Soejima (sinh ngày 11 tháng 4 năm 1988) là một cầu thủ bóng đá người Nhật Bản.

## Sự nghiệp câu lạc bộ
Takashi Soejima đã từng chơi cho Sagan Tosu.